# Hersch Leib Gottlieb
Hersch Leib Gottlieb, Künstlername Hersh Leib Sigheter (geboren 1829 in Királyhelmec, Königreich Ungarn; gestorben 24. Mai 1930 in Máramarossziget) war ein ungarischer jüdischer Zeitschriftenherausgeber, Journalist und Schriftsteller.

## Leben
Gottlieb war Sohn des berühmten Badchans (Bänkelsängers) Joseph (Yechiel Michal) Gottlieb. Sein Großvater wirkte am Hofe von Mosche Teitelbaum, dem „Wunderrabbi“ von Sátoraljaújhely. Als Jeschiwa-Student war Hersch Leibs Laufbahn als Rabbiner vorgezeichnet. Allerdings trat er schon in jungen Jahren in die Fußstapfen seines Vaters und wurde ein gefeierter Badchen in Osteuropa. Berühmt wurde er auch durch seine zahlreichen volkstümlichen Stücke für Purimspiele, Chanukka-Lieder und Gedichte, die er in Jiddisch verfasste und vertonte.
1878 gab er HaSchemesch, die erste hebräischsprachige Wochenzeitung in Österreich-Ungarn heraus. 1887 musste Gottlieb wegen persönlicher Anfeindung durch den chassidischen Oberrabbiner Chananja Jom Tow Lipa Teitelbaum Sziget verlassen. In der Folge publizierte er im galizischen Kolomea, wo ab 1888 die Wochenzeitung HaCharschu und ab 1891 die Jüdische Volkszeitung erschienen. Zurück in Sziget, nahm er 1893 die Publikation der letzteren wieder auf. 1896 erschien das hebräischsprachige Monatsblatt Die Wahrheit.

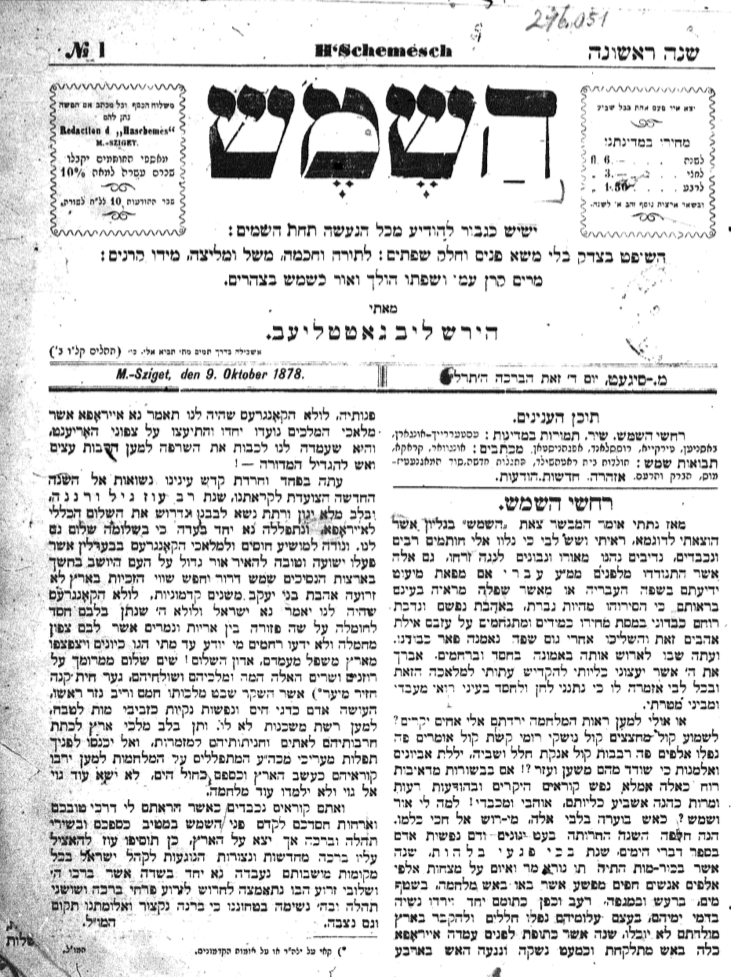
Erstausgabe der Wochenzeitung HaSchemesch (Die Sonne) vom 9. Oktober 1878 in Máramarossziget.

Ab 1902 gab er Zion, die erste zionistische Zeitschrift, die von Theodor Herzl unterstützt wurde, heraus, ab 1908 die zweisprachige (jiddisch-ungarisch) Ahavat Cion – zusammen mit Illés Blank –, die offizielle zionistische Publikation der Komitate Máramaros, Ugocsa und Szatmár-Bereg. Er hielt nachweislich 1899 und 1901 in Nadworna zionistische Vorträge.
Gottlieb übersetzte Werke unter anderem von Schiller und Goethe ins Hebräische.
Postum erschien 1933 ein Band mit gesammelten Gedichten („Lider fun mayn lebn“). Der ganze Nachlass Gottliebs wurde von Salman Reisen von YIVO erworben, der ihn 1940 in drei Bänden herauszugeben gedachte. Seit der Verschleppung Reisens durch den sowjetischen Geheimdienst Ende 1939 in Wilna ist Gottliebs Nachlass verschollen.

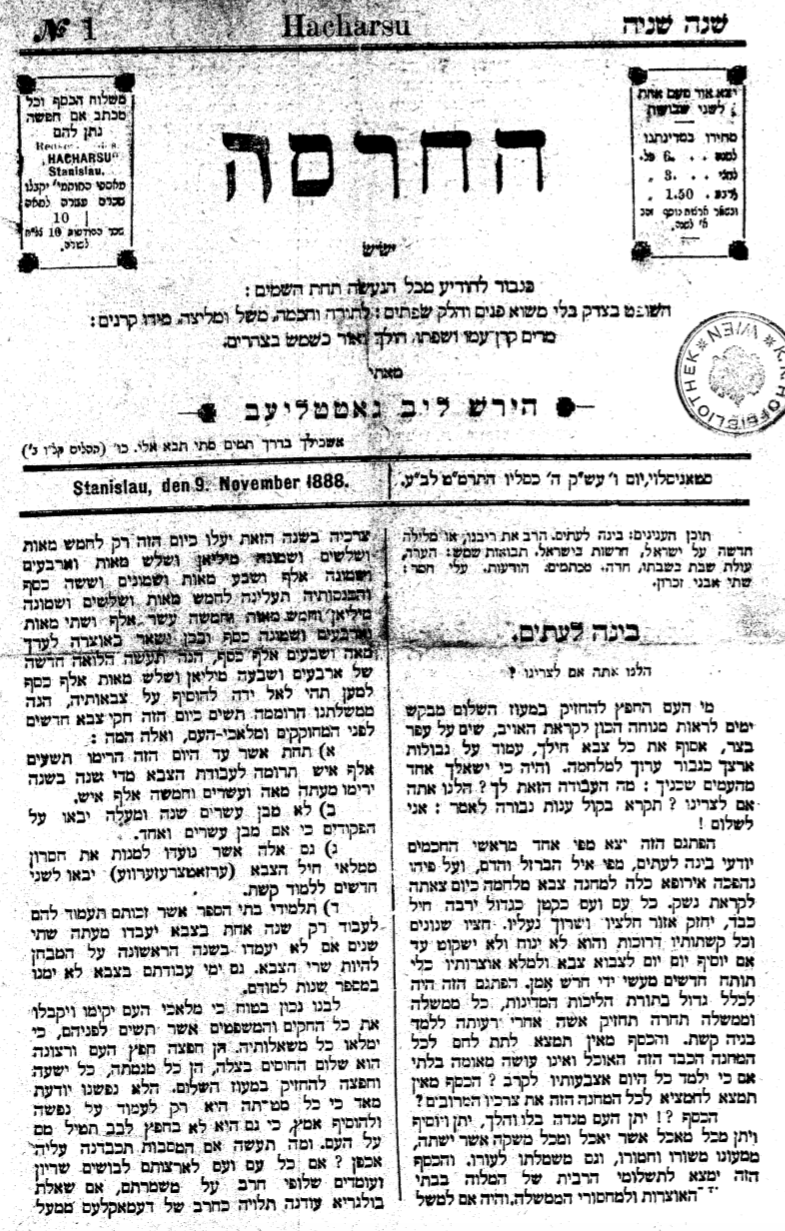
Erstausgabe der Wochenzeitung HaCharschu (Die Sonne) vom 9. November 1888 in Stanislau (heute Stanislawow, Ukraine)

## Schriften und Zeitschriften
- HaSchemesch, auch als Ha-Harsah [Hebräisch], ab 1878 bis 1900.[3]
- Die Wahrheit. Monatschrift zur Unterhaltung und Belehrung, von Hirsch Loeb Gottlieb. M.-Sziget. 1896 (nur zwei Ausgaben)[4]
- Ahawat Cion / Zion [Jiddisch], ab 1902 bis ca. 1918[3]
- Hersh Leib Gotlieb: Lider fun mayn lebn: Lider, humoreskn, ertseylungen (= Ale ṿerḳ fun Hersh Leyb Goṭlib. Band 1). Seini, Iacob Wieder, 1933. v–vii.